# Szapphói strófa
A szapphói strófa az i. e. 600 körül élt leszboszi költőnő, Szapphó kedvelt metrumából felépülő sorokból összeállított versszak, ahol a három szapphói sort egy adoniszi sor zárja. A szapphói sor időértéke öt trocheus, de a második és ötödik trocheus helyett spondeus is állhat, a harmadik trocheust pedig ciklikus daktilus váltja fel. A ciklikus daktilus első ízét latin (horatiusi) mintára metszet követi. A záró adoniszi sor a hexameter szabályos sorzárlata. 
Ütemképlete: 
– υ/ – –/ – υ υ/ – υ/ – υ
– υ – – – υ υ – υ – υ
– υ – – – υ υ – υ – υ
– υ υ – υ
A szapphói strófa legismertebb magyar példája Berzsenyi Dániel Osztályrészem című verse:
Partra szállottam, levonom vitorlám,
A szelek mérgét nemesen kiálltam.
Sok Charybdis közt, sokezer veszélyben 
Izzada orcám.
A modern magyar irodalomban József Attilánál találunk több példát a szapphói versszakra. Rövid óda a kelő Naphoz című versében a horatiusi sormetszetet alkalmazza:
Ó örökszép Nap, te erős, hatalmas
Antik istenség, örökifjú Élet!
Fellobog most dús ereimben orcád,
Zendül a vérem.